# Slurfdieren
De slurfdieren of olifantachtigen (Proboscidea) zijn de orde van zoogdieren waartoe mastodonten, mammoeten en olifanten behoren. Ze zijn het nauwste verwant aan de zeekoeien en de klipdassen. In totaal zijn er zo'n 150 soorten bekend.
De orde stamt uit Afrika en heeft een bewogen geschiedenis. De meeste vertegenwoordigers zijn echter uitgestorven, hoewel dit voor een aantal soorten pas recent (einde van de laatste ijstijd of nog later) is gebeurd. Eritherium uit het Laat-Paleoceen is het oudst bekende, kleinste en primitiefste slurfdier. 

## Taxonomische indeling
- Orde: Proboscidea (Slurfdieren)
  - Onderorde: (incertae sedis)
    -  Familie: Barytheriidae †

  - Onderorde: Deinotheroidea †
    -  Familie: Deinotheriidae †
      - Geslacht: Deinotherium †
        - Soort: Deinotherium bozasi †
        - Soort: Deinotherium giganteum †
        -  Soort: Deinotherium indicum †

      -  Geslacht: Prodeinotherium †
        - Soort: Prodeinotherium bavaricum †
        - Soort: Prodeinotherium hobleyi †
        - Soort: Prodeinotherium pentapotamiae †
        -  Soort: Prodeinotherium sinense †

  - Onderorde: (incertae sedis)
    -  Familie: Moeritheriidae †
      -  Geslacht: Moeritherium †
        - Soort: Moeritherium andrewsi †
        - Soort: Moeritherium chehbeurameuri †
        - Soort: Moeritherium gracile †
        - Soort: Moeritherium lyonsi †
        -  Soort: Moeritherium trigodon †

  - Onderorde: (incertae sedis)
    -  Familie: Numidotheriidae †
      - Geslacht: Daouitherium †
        -  Soort: Daouitherium rebouli †

      - Geslacht: Numidotherium †
        -  Soort: Numidotherium koholense †

      -  Geslacht: Phosphatherium †
        -  Soort: Phosphatherium escuillei †

  -  Onderorde: Elephantiformes (3 nog levende soorten)
    - Familie: Elephantidae (Olifanten en mammoeten) (3 nog levende soorten)
      - Geslacht: Elephas (1 nog levende soort)
        - Soort: Elephas maximus (Aziatische olifant)
          - Ondersoort: Elephas maximus borneensis (Borneodwergolifant)
          - Ondersoort: Elephas maximus indicus (Indische olifant)
          - Ondersoort: Elephas maximus maximus (Ceylon-olifant)
          -  Ondersoort: Elephas maximus sumatranus (Sumatraanse olifant)

        -  Soort: Elephas falconeri † (Siciliaanse dwergolifant; kwam voor op eilanden in de Middellandse Zee)

      - Geslacht: Loxodonta (2 nog levende soorten)
        - Soort: Loxodonta africana (Afrikaanse savanneolifant)
        -  Soort: Loxodonta cyclotis (Afrikaanse bosolifant)
          -  Ondersoort: Loxodonta cyclotis pumilio (Afrikaanse dwergolifant)

      -  Geslacht: Mammuthus †
        - Soort: Mammuthus columbi (Amerikaanse mammoet) †
        - Soort: Mammuthus creticus (Kretenzische mammoet) †
        - Soort: Mammuthus imperator (Keizersmammoet) †
        - Soort: Mammuthus lamarmorae (Sardijnse dwergmammoet) †
        - Soort: Mammuthus primigenius (Wolharige mammoet) †
        -  Soort: Mammuthus trogontherii (Steppemammoet) †

    - Familie: Gomphotheriidae †
      - Geslacht: Amebelodon †
        - Soort: Amebelodon britti †
        - Soort: Amebelodon floridanus †
        - Soort: Amebelodon fricki †
        -  Soort: Amebelodon grandincisivus †

      - Geslacht: Anancus †
        - Soort: Anancus alexeevae †
        - Soort: Anancus arvernensis †
        - Soort: Anancus cuneatus †
        - Soort: Anancus perimensis †
        - Soort: Anancus sinensis †
        - Soort: Anancus sivalensis †
        - Soort: Anancus osiris †
        -  Soort: Anancus petrocchii †

      - Geslacht: Cuvieronius †
        - Soort: Cuvieronius hyodon †
        - Soort: Cuvieronius priestleyi †
        -  Soort: Cuvieronius tropicus †

      - Geslacht: Gomphotherium †
        - Soort: Gomphotherium anguirvalis †
        - Soort: Gomphotherium angustidens †
        - Soort: Gomphotherium annectens †
        - Soort: Gomphotherium brewsterensis †
        - Soort: Gomphotherium calvertense †
        - Soort: Gomphotherium connexus †
        - Soort: Gomphotherium nebrascensis †
        - Soort: Gomphotherium obscurum †
        - Soort: Gomphotherium osborni †
        - Soort: Gomphotherium productum †
        - Soort: Gomphotherium rugosidens †
        - Soort: Gomphotherium simplicidens †
        - Soort: Gomphotherium steinheimense †
        - Soort: Gomphotherium willistoni †
        -  Soort: Gomphotherium wimani †

      - Geslacht: Paleomastodon †
      - Geslacht: Platybelodon †
        - Soort: Platybelodon barnumbrowni †
        - Soort: Platybelodon danovi †
        - Soort: Platybelodon grangeri †
        -  Soort: Platybelodon loomisi †

      - Geslacht: Rhynchotherium †
        - Soort: Rhynchotherium browni †
        - Soort: Rhynchotherium edensis †
        - Soort: Rhynchotherium falconeri †
        - Soort: Rhynchotherium paredensis †
        -  Soort: Rhynchotherium simpsoni †

      -  Geslacht: Stegomastodon †

    - Familie: Mammutidae (Mastodonten) †
      - Geslacht: Eozygodon †
        -  Soort: Eozygodon morotoensis †

      - Geslacht: Losodokodon †
        -  Soort: Losodokodon losodokius †

      - Geslacht: Mammut (Mastodont) †
        - Soort: Mammut americanum (Amerikaanse mastodont) †
        - Soort: Mammut cosoensis †
        - Soort: Mammut furlongi †
        - Soort: Mammut matthewi †
        - Soort: Mammut pentilicus †
        - Soort: Mammut raki †
        -  Soort: Mammut spenceri †

      - Geslacht: Sinomammut †
        -  Soort: Sinomammut tobieni †

      -  Geslacht: Zygolophodon †
        - Soort: Zygolophodon aegyptensis †
        - Soort: Zygolophodon chinjiensis †
        - Soort: Zygolophodon lufengensis †
        - Soort: Zygolophodon nemonguensis †
        - Soort: Zygolophodon tapiroides †
        -  Soort: Zygolophodon turicensis †

    -  Familie: Stegodontidae †
      - Geslacht Stegolophodon †
        - Soort: Stegolophodon praelatidens †
        - Soort: Stegolophodon progressus †
        - Soort: Stegolophodon pseudolatidens †
        - Soort: Stegolophodon stegodontoides †
        -  Soort: Stegolophodon cautleyi †

      -  Geslacht Stegodon †
        - Soort: Stegodon elephantoides †
        - Soort: Stegodon ganesha †
        - Soort: Stegodon insignis †
        - Soort: Stegodon orientalis †
        - Soort: Stegodon zdanski †
        - Soort: Stegodon aurorae †
        - Soort: Stegodon trigonocephalus †
        - Soort: Stegodon sompoensis †
        - Soort: Stegodon florensis †
        -  Soort: Stegodon sondaari †

Cloacadieren · Opossums · Paucituberculata · Microbiotheria · Roofbuideldieren · Buideldassen · Buidelmollen · Klimbuideldieren · Tenreks en goudmollen · Springspitsmuizen · Buistandigen · Klipdasachtigen · Slurfdieren · Zeekoeien · Luiaards en miereneters · Gordeldierachtigen · Insecteneters · Vleermuizen · Schubdierachtigen · Roofdieren · Onevenhoevigen · Evenhoevigen · Walvissen · Knaagdieren · Haasachtigen · Huidvliegers · Toepaja's · Primaten